# Chiffonnier (meuble)
Pour les articles homonymes, voir Chiffonnier et Semainier.

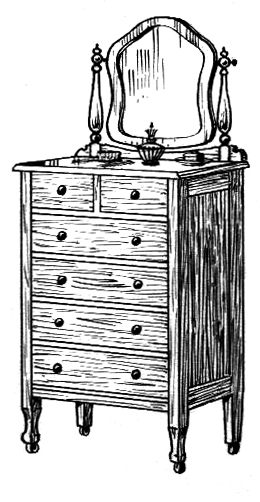
Un chiffonnier

Le chiffonnier est un meuble à tiroirs apparu sous la Régence. Il est destiné à ranger le linge. Il est le plus souvent plus haut que large et possède généralement un marbre en guise de dessus.

## Semainier

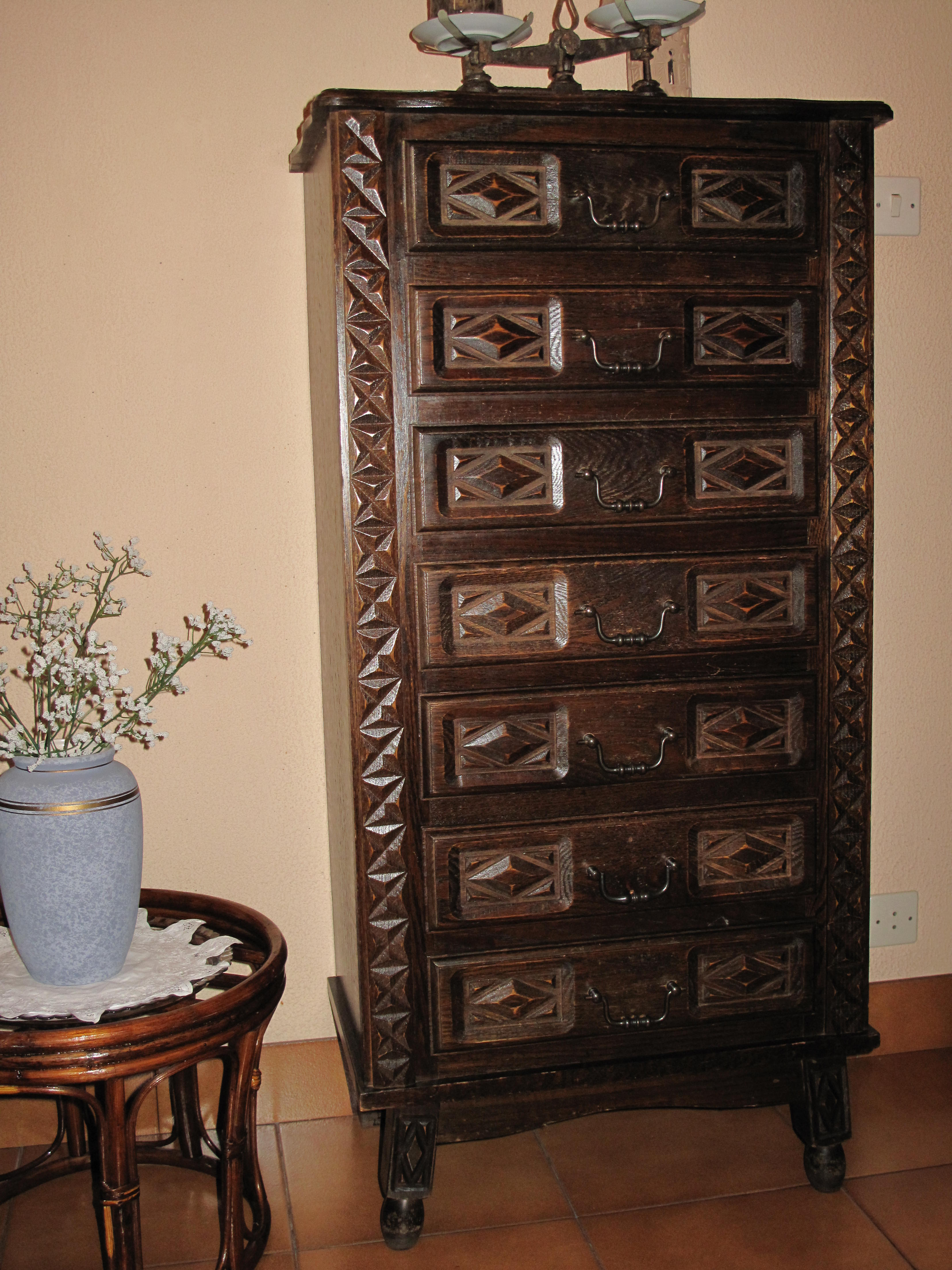
Exemple de semainier

Le semainier est une forme particulière de chiffonnier. Il comporte sept tiroirs, un par jour de la semaine, pour y ranger le linge propre du jour et notamment les sous-vêtements.
Dans la catégorie des meubles d'art, le semainier à 7 tiroirs et tablette escamotable est aussi un meuble de marine.